# كحلونية
كحلونية هي إحدى القرى اللبنانية من قرى قضاء الشوف في محافظة جبل لبنان. تقع الكحلونية في منطقة وسطية من قضاء الشوف، محافظة جبل لبنان، وتعلو ما بين 800 إلى 900م عن سطح البحر ويمكن الوصول اليها عن طريق بعقلين أو بيت الدين- جديدة الشوف أو عن طريق جزين-المختارة-جديدة الشوف، للقادمين من محافظة لبنان الجنوبي. تبلغ مساحتها حوالي 375 هكتار. تبعد عن مركز القضاء 6 كم وعن العاصمة بيروت 48 كم.

## سكانها
يبلغ عدد سكان الكحلونية حوالي 2,500 نسمة معظمهم من الموحدون الدروز، نسبة كبيرة منهم يشغلون وظائف عامة كالسلك العسكري والمدني، وهناك نسبة ضئيلة تعمل في قطاع الزراعة وخاصة زراعة الكرمة والتين والزيتون.

## مميزاتها
يوجد في البلدة عين ماء أثرية قديمة، كما يوجد فيها بقايا قصر السويجاني الذي كان لأحد حكام المنطقة سابقا، وهو مشرف على معظم قرى قضاء الشوف تقريبا، وقد سمي اتحاد القرى المجاورة باتحاد بلديات الشوف السويجاني نسبة اليه

## أعلام
- حمد صعب (21 أبريل 1892 - 25 يوليو 1941) قائد عسكري لبناني ومن قادة ثورة فلسطين 1936.